# Sikorsky S-76
De Sikorsky S-76 is een  Amerikaanse middelgrote commerciële helikopter gebouwd door Sikorsky. De S-76 wordt aangedreven door twee asturbinemotoren, heeft een vierbladige hoofdrotor, een vierbladige staartrotor en een intrekbaar landingsgestel.
De S-76 was het eerste model van Sikorsky dat specifiek voor de civiele markt werd ontworpen, in het bijzonder voor het transport van en naar offshore olie- en gasplatforms, en voor zakenvluchten. Het ontwerp kreeg eerst de aanduiding S-74, maar dat werd veranderd in S-76 als eerbetoon aan de "bicentennial" in 1976 (de 200e verjaardag van de Amerikaanse Onafhankelijkheidsverklaring). Het toestel kreeg toen ook de bijnaam Spirit, maar die werd na enkele jaren weer achterwege gelaten. De helikopter was ontworpen om 12 personen te kunnen vervoeren, wat het typisch aantal is van een ploeg die naar een boorplatform wordt gevlogen.
Het prototype vloog voor het eerst op 13 maart 1977. Dit was uitgerust met twee Allison 250C30-turbines van elk 478 kW.

## Versies
De eerste productieversie, met Allison-turbines, was de S-76A, waarvan 284 exemplaren gebouwd werden. 17 daarvan werden later voorzien van Turboméca Arriel 1S1 turbines en aangeduid als S-76A+. De S-76A Mk II had krachtigere motoren en een aantal detailverbeteringen.
De S-76B werd aangedreven door Pratt & Whitney Canada PT6B36-turbines. Hiervan zijn 103 exemplaren gebouwd.
De S-76C kreeg Turboméca Arriel turbines, aanvankelijk met de Arriel 1S1 (43 gebouwd). De S-76C+ had Arriel 2S1-turbines met FADEC. Van de C en C+ zijn 191 exemplaren gebouwd. De S-76C++ (214 gebouwd), die begin 2006 in gebruik kwam, had nog krachtigere Turboméca Arriel 2S2-turbines.
De S-76D is de meest recente versie, die voor het eerst vloog op 7 februari 2009 maar anno 2012 nog niet gecertificeerd is. De D-versie is uitgerust met Pratt & Whitney 210S-turbines die elk 926 kW kunnen leveren. De rotorbladen zijn volledig uit composietmateriaal vervaardigd.
De AUH-76 is een militaire transportvariant, afgeleid van de S-76A Mk II.
De S-76 wordt sedert 2000 ook door het Tsjechische Aero geproduceerd.

## Gebruikers

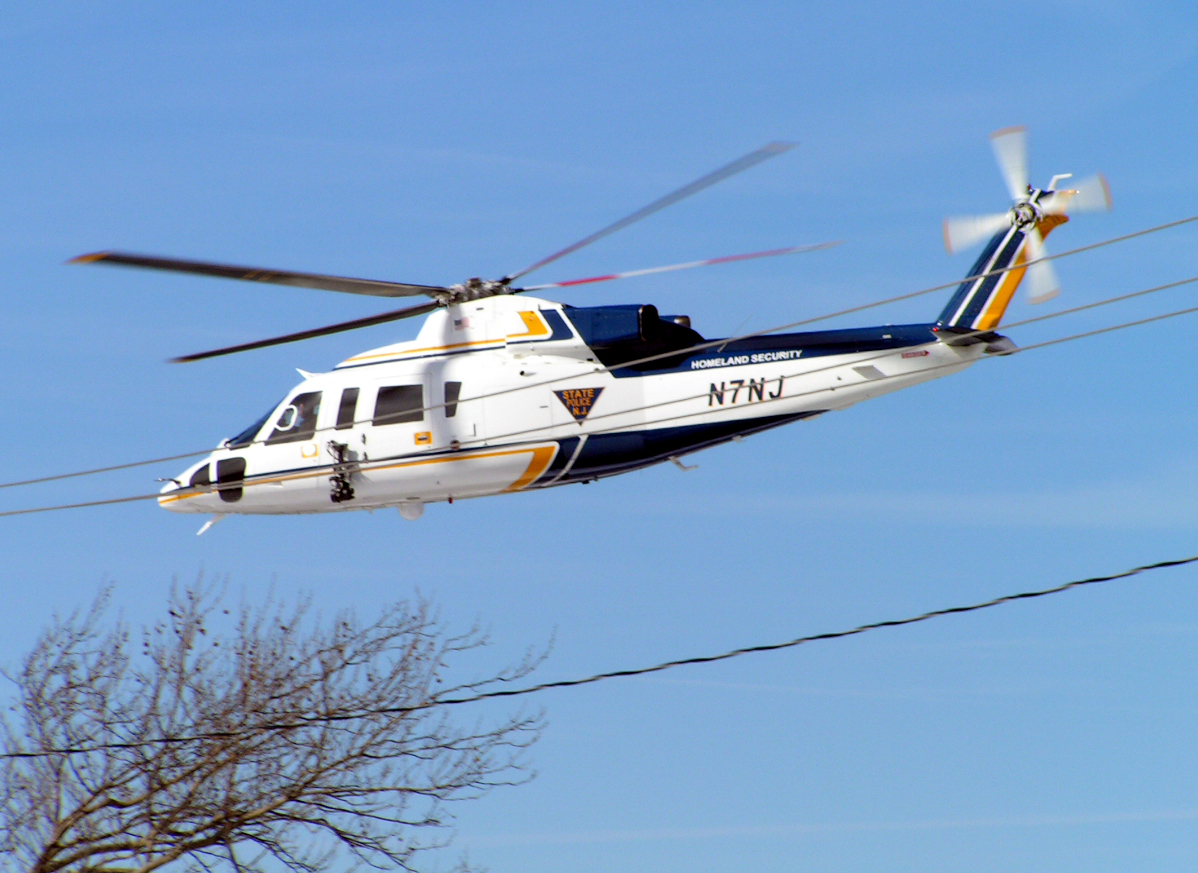
Sikorsky S-76-politiehelikopter

### Civiele gebruikers
- Australië
  - Esso Australië
  - Jayrow Helicopters
- Brazilië
  - BHS
- Canada
  - CHC Helicopter
  - Emergency Health Service

- - HeliJet
  - Ornge (Ontario Air Ambulance)
- China

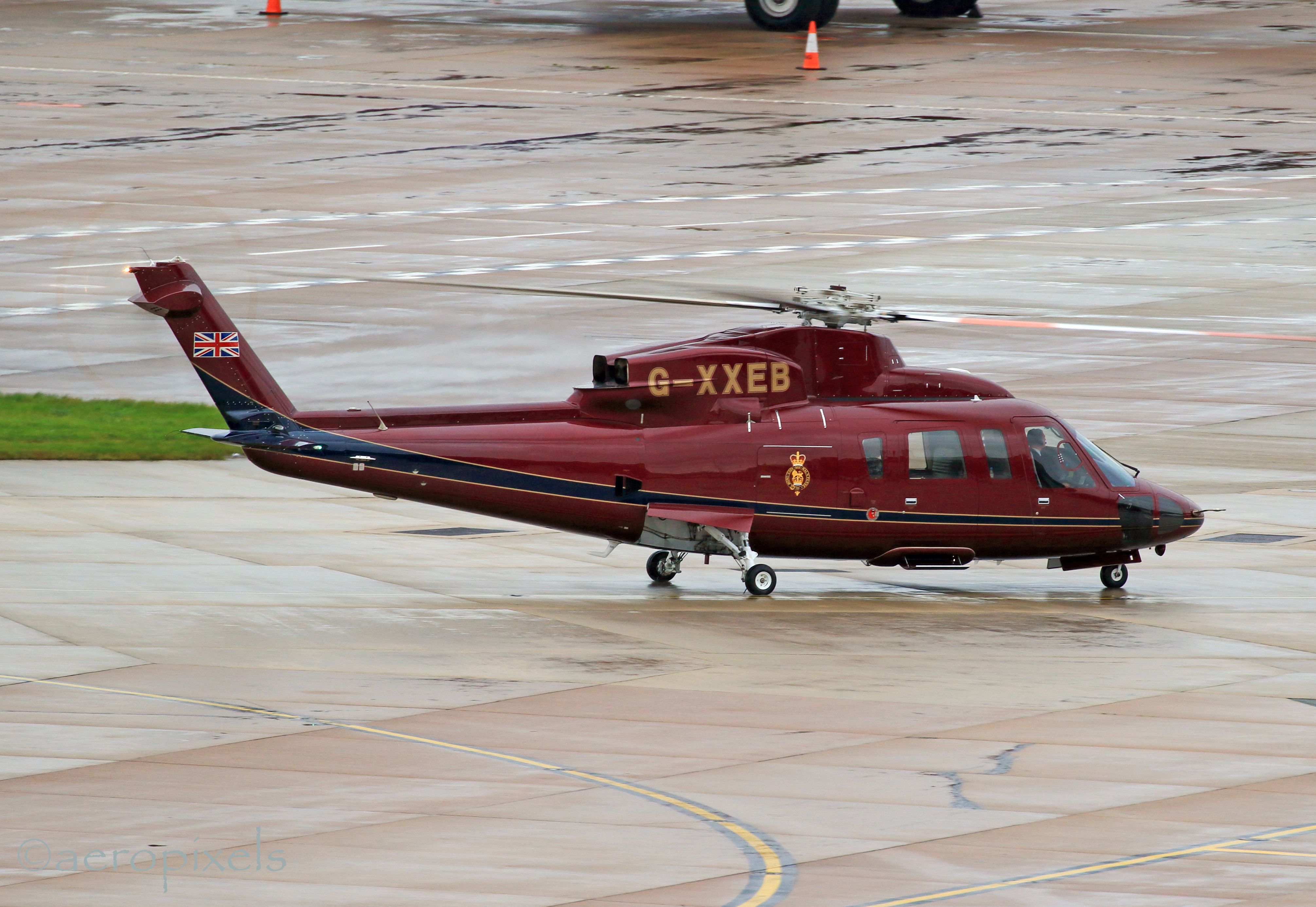
Sikorsky S-76C++ van de Britse Royal Flight voor het transport van de Britse koninklijke familie

  - China Southern Zhuhai Helicopter Company
- Hongkong
  - Government Flying Service
  - HeliExpress
- Japan
  - Japanse kustwacht
  - Toho Air Service
- Nederland
  - KLM Noordzee Helicopters
- Panama
- Spanje

- - Xunta de Galicia
- Taiwan
  - Taiwanese kustwacht
- Verenigd Koninkrijk
  - Bristow Helicopters
- Verenigde Staten
  - Airlog
  - ERA Aviation
  - Geisinger Medical Center
  - Metro Life Flight
  - New Jersey State Police
  - Palm Beach County Fire-Rescue
  - EraMed
  - PHI

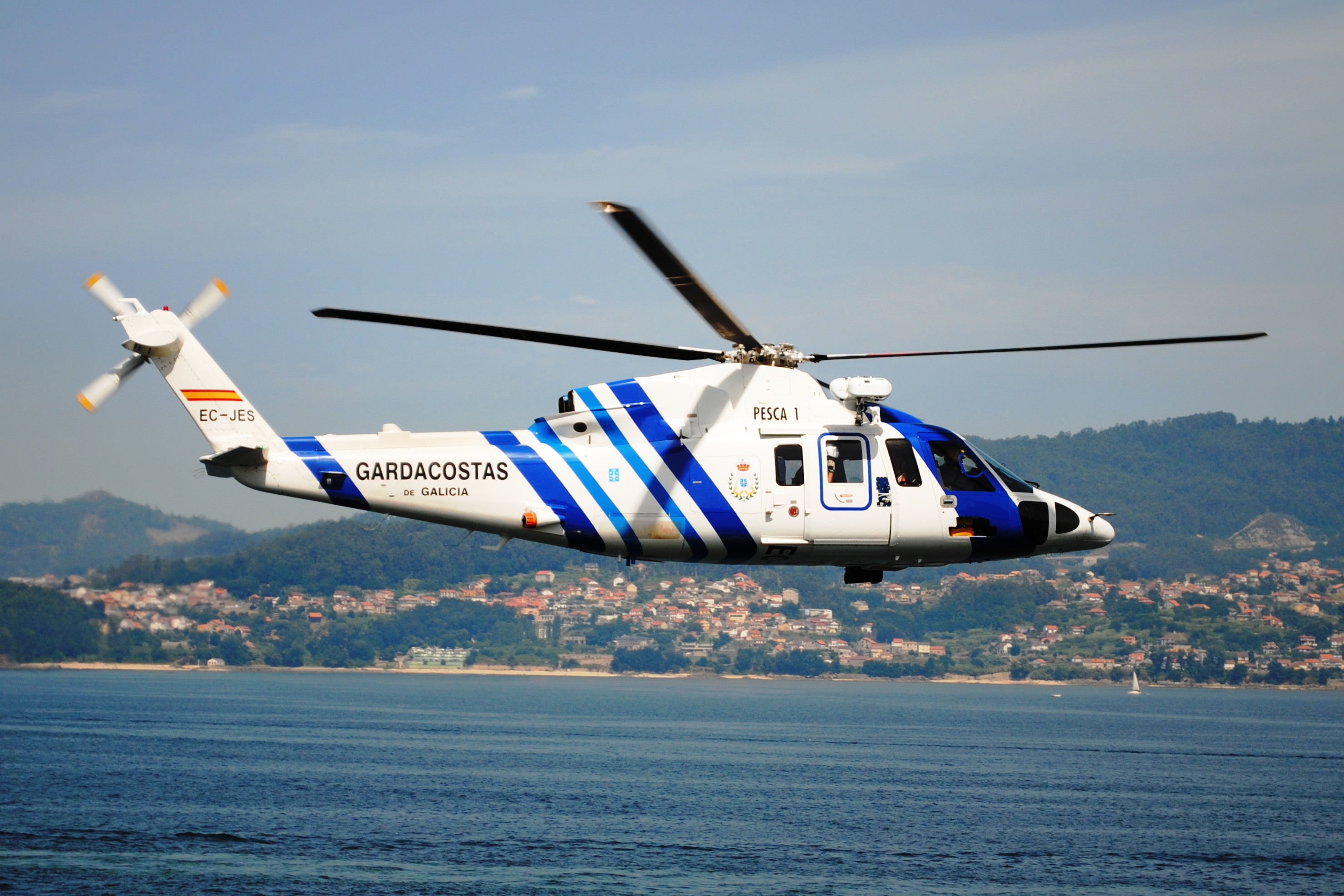
S-76C+ van de kustwacht van Galicië

  - Port Authority of New York and New Jersey Police Department
  - U.S. Helicopter
- Zweden
  - Norrlandsflyg

### Militaire gebruikers
- Argentinië
- Chili
- Dubai
- Filipijnen
- Guatemala
- Honduras
- Hongkong
- Irak
- Jordanië
- Saoedi-Arabië
- Spanje
- Thailand

### Gerelateerde ontwikkelingen
- Sikorsky S-50
- Sikorsky S-75

### Vergelijkbare helikopters
- Agusta 109
- Bell 222/230
- Bell 430
- Eurocopter Dauphin